# Deudorix bemba
Deudorix bemba är en fjärilsart som beskrevs av Sheffield Airey Neave 1912. Deudorix bemba ingår i släktet Deudorix och familjen juvelvingar. Inga underarter finns listade i Catalogue of Life.